# Fila brasileiro
Fila brasileiro – rasa psa zaliczana do grupy molosów, wyhodowana w Brazylii do tropienia zwierzyny i pilnowania stad. Typ dogowaty.

## Rys historyczny
Nie ma pewności co do pochodzenia rasy. Do jej powstania najprawdopodobniej przyczyniło się kilka ras europejskich, wśród których wymienia się: doga niemieckiego, bloodhounda, mastifa angielskiego, buldoga angielskiego, mastifa neapolitańskiego, niekiedy również charty. Do Europy rasa została przywieziona przez konkwistadorów hiszpańskich i portugalskich. W przeszłości fila brasileiro służyła jako pies stróżujący na plantacjach, zaganiający bydło i łapiący zbiegłych niewolników.

## Klasyfikacja FCI
W klasyfikacji FCI rasa ta została zaliczona do grupy II – Pinczery, sznaucery, molosy i szwajcarskie psy do bydła, sekcja 2.1 - Molosy - mastify. Nie podlega próbom pracy.

## Wygląd

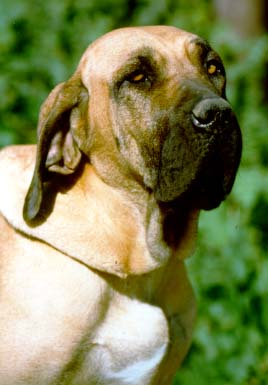
Głowa fili z widocznym fałdem podgardla

### Budowa
Mocna, choć często zróżnicowana. File mogą być typu dogowatego (wysokie, szczupłe) lub mastifowatego (bardziej przysadziste, tęższe). U tej rasy występuje silnie rozbudowany fałd skórny w okolicach podgardla.

### Szata i umaszczenie
Spotykane są różne rodzaje umaszczenia, niedozwolone jest marmurkowe, łaciate, białe, czy z większym niż 1/4 udziałem bieli.

## Zachowanie i charakter
Fila odznacza się silnym, dominującym charakterem, dlatego poleca się ją osobom, które mają już doświadczenie w prowadzeniu psów. File nie tolerują obcych na swoim terenie, są w stanie bronić swoich właścicieli i rzeczy do nich należących za cenę własnego życia. W przypadku zagrożenia, fila nie cofnie się jeśli poweźmie decyzję o obronie. Temperament psa tej rasy zmienia się drastycznie poza jego terenem – staje się bardziej spokojny i bierny. Wobec najbliższych jest czuły, potrafi opiekować się dziećmi i wykazywać cierpliwość wobec nich. Fila brasileiro to pies skoczny, wytrzymały i zwinny.

## Użytkowość
Nadaje się na psa stróżującego dzięki nieprzekupności i wrodzonej niechęci do obcych (po portugalsku ojeriza).

## Zdrowie i pielęgnacja
Należy szczotkować psa kilka razy w tygodniu. Odnośnie do pożywienia, jako przedstawiciel molosowatych, charakteryzuje się wysokim zapotrzebowaniem. Racjonalne żywienie powinno zabezpieczyć przed skrętem żołądka. Nie nadaje się na stróża małych mieszkań, konieczne jest udostępnienie dużego wybiegu.

## Popularność
W Polsce psy rasy fila brasileiro są rzadko spotykane.